# Groupe d'experts sur la lutte contre la traite des êtres humains
Le Groupe d'experts sur la lutte contre la traite des êtres humains (GRETA) est un organisme intergouvernemental créé en 2009 chargé de veiller à la mise en œuvre de la Convention du Conseil de l'Europe sur la lutte contre la traite des êtres humains par les 43 États parties à la convention (en 2024).

## Historique
Le Groupe d’experts sur la lutte contre la traite des êtres humains a été créé par la Convention du Conseil de l'Europe sur la lutte contre la traite des êtres humains (2005), dite Convention de Varsovie, ratifiée par 43 pays,,.

## Organisation

### Composition
Le GRETA est composé de 10 membres au minimum et de 15 au maximum, des ressortissants des États parties à la Convention, choisis pour leur compétence dans les domaines couverts par la Convention et mandatés mandat pour quatre ans, renouvelable une fois. En 2024, le GRETA est composé de 15 membres.

### Règlement intérieur
Un règlement intérieur a été adopté en 2009.

### Réunions
Trois réunions plénières sont organisées par an. Des rapports par pays sont également publiés.

## Rapports et avis
La mise en œuvre de la Convention est évaluée par le Greta selon des cycles :
- Premier cycle : 2010-2014
- Deuxième cycle : 2014-2018[7].
- Troisième cycle : 2018-2023[8].

Le GRETA produit un rapport d’activité annuel et des rapports d’évaluation périodique par pays.